# Takumi Beppu
Takumi Beppu (別府匠, Takumi Beppu), né le 29 septembre 1979 à Chigasaki, est un coureur cycliste japonais. Son frère Fumiyuki est un cycliste professionnel. Il est actuellement directeur général de l'équipe Aisan Racing.

## Palmarès et résultats

### Palmarès par année
- 2001
  - 2e du championnat du Japon du contre-la-montre espoirs
- 2004
  - 2e étape du Tour du Japon
- 2006
  - Challenge Cycle Road Race
- 2010
  - 2e du Jelajah Malaysia

### Classements mondiaux
| Année         | 2005 | 2006 | 2007 | 2009 | 2010 |
| ------------- | ---- | ---- | ---- | ---- | ---- |
| UCI Asia Tour | 111e | 66e  | 80e  | 197e | 84e  |